# Develi (district)
Develi is een Turks district in de provincie Kayseri en telt 65.695 inwoners (2007). Het district heeft een oppervlakte van 1897,9 km². Hoofdplaats is Develi.
De bevolkingsontwikkeling van het district is weergegeven in onderstaande tabel.
| 1997   | 2000   | 2007   |
| ------ | ------ | ------ |
| 69.540 | 70.893 | 65.695 |